# 호도가야슈쿠

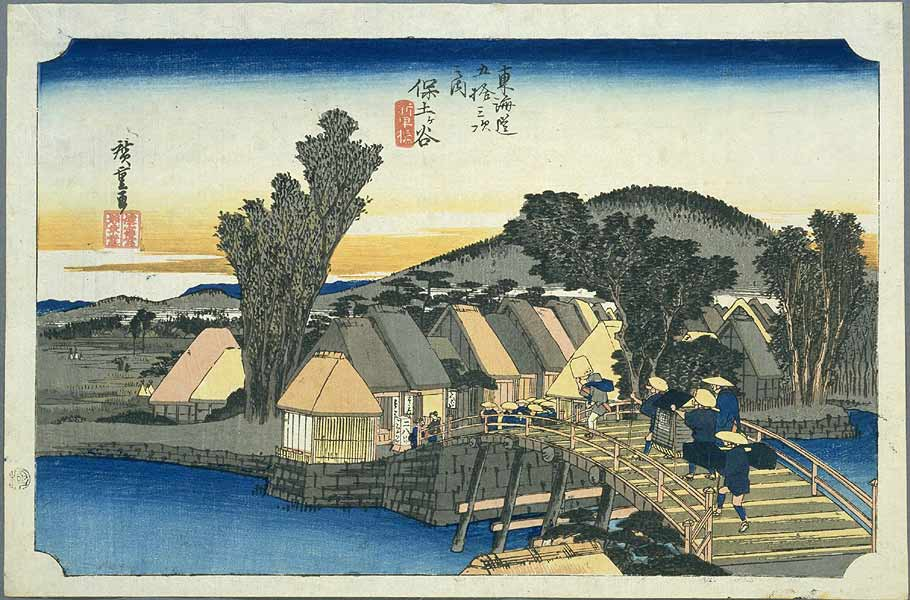
호도가야슈쿠 가타비라 교

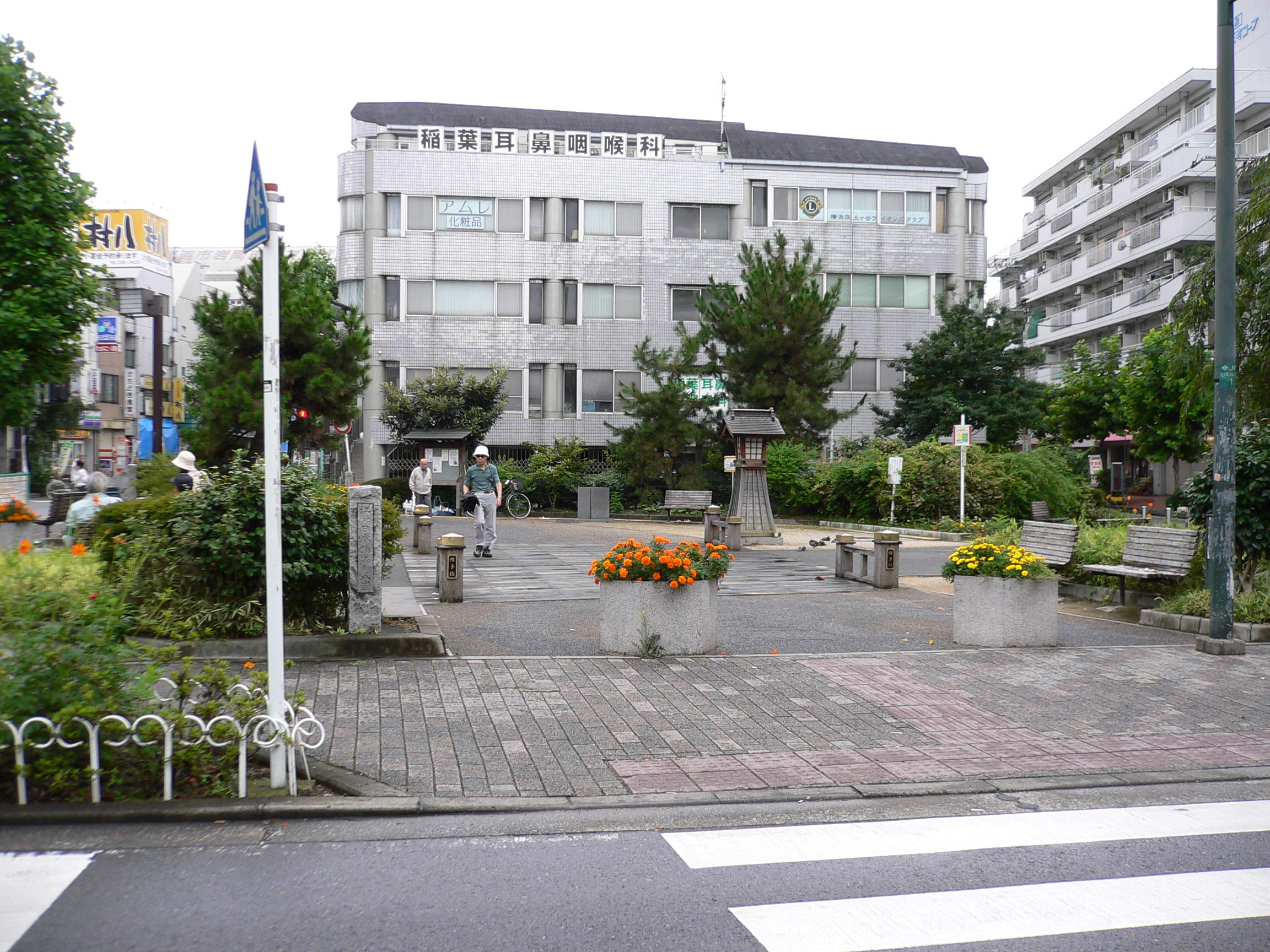
현재 가타비라 교의 흔적(덴노초 역 앞)

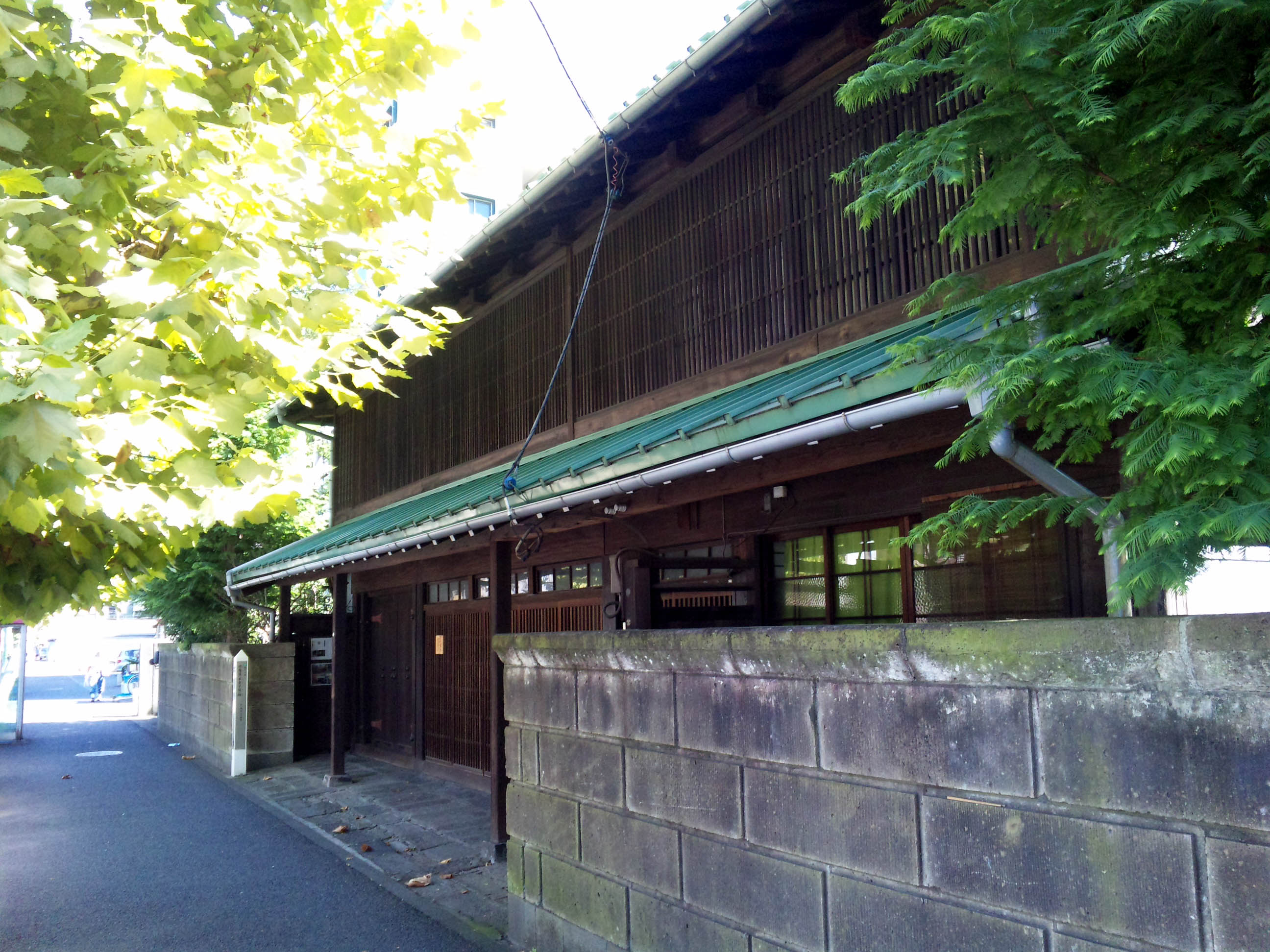
슈쿠바의 흔적

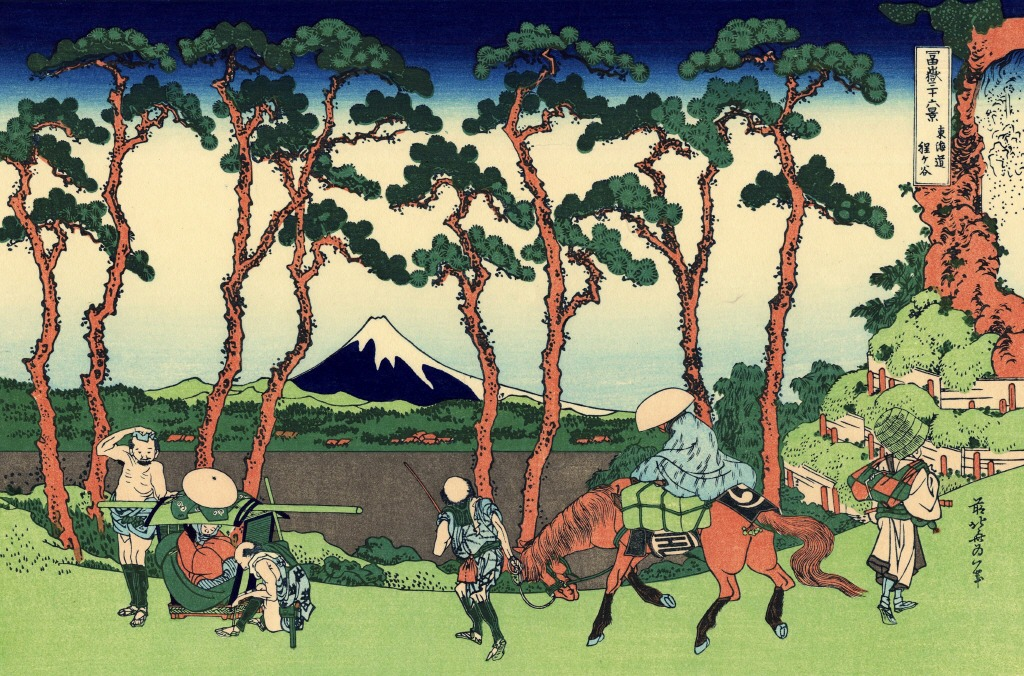
가쓰시카 호쿠사이
<부악삼십육경 도카이도 호도가야>

호도가야슈쿠(일본어: 程ヶ谷宿 또는 일본어: 保土ヶ谷宿)란 일본 도카이도 오십삼차의 4번째 슈쿠바를 말한다. 도카이도에서는 무사시국 최서단에 위치한 슈쿠바이다.

## 개요
1601년(게이초 6년) 무사시국 다치바나 군 호도가야(현재의 가나가와현 요코하마시 호도가야구)에 설치되었다.
호도가야 정, 이와마 정, 고베 정, 가타비라 정 등 4개의 정을 기반으로 탄생하였다. 가나가와슈쿠에서 남서쪽으로 이어진 구 도카이도를 거쳐 시보 촌에서 에도미쓰케(현재의 덴노초 역 부근)를 넘어 슈쿠바로 들어갔으며 가타비라 교를 건너 여러 정들이 나란히 늘어서 있었다.